# James Francis Carney
Pour les articles homonymes, voir Carney.
L'abbé James Francis « Guadalupe » Carney est un prêtre jésuite diplômé de l'Université de Saint-Louis (SLU).

## Biographie
Né en 1924 à Chicago (Illinois), Carney a commencé à travailler comme missionnaire au Honduras en 1961.
L'abbé Carney a pris le nom de « Padre Guadalupe » en l'honneur de Notre-Dame du nom. Cette relation profonde avec le pays et son peuple l'a amené à renoncer à sa citoyenneté américaine et à être naturalisé citoyen du Honduras en 1974.
Son autobiographie a été publiée à titre posthume sous le titre Être chrétien, c'est... être révolutionnaire.
Il devint aumônier d'un groupe de 96 guérilleros honduriens du Parti révolutionnaire des travailleurs d'Amérique centrale qui se sont entraînés au Nicaragua. Sa mission était de revenir au Honduras et de lancer une offensive pour obtenir la réforme agraire et la justice sociale. Ce groupe armé est entré au Honduras en juillet 1983 et a été rapidement vaincu par les troupes du Honduras, avec l'appui logistique des États-Unis. Certains membres du groupe ont été tués, d'autres capturés et l'abbé a disparu, son corps n'ayant jamais été retrouvé.
Le gouvernement hondurien a allégué que Carney était mort de faim dans les montagnes de la frontière avec le Nicaragua. Divers documents déclassifiés du gouvernement américain ont présenté des informations contradictoires. Des témoins disent qu'il a été capturé par l'armée hondurienne le 15 septembre 1983, probablement torturé et exécuté.
Knight[Qui ?], lors d'entretiens avec la famille Carney dans le New York Times, a déclaré que Carney a été pris à la base militaire de Aguacate dirigé par la CIA au Honduras afin de soutenir les Contras nicaraguayens. Il a dit également que le commandant des forces armées honduriennes, le général Gustavo Alvarez Martinez, a ordonné son exécution en présence d'un agent de la CIA. Carney aurait ensuite été torturé et jeté vivants d'un hélicoptère dans la jungle du Honduras.
La famille Carney et la ligue des droits de l'homme du Honduras espèrent toujours pouvoir trouver un jour les restes du prêtre. Les chercheurs continuent en effet à découvrir des lieux secrets de sépulture et des restes humains datant des années 1980.
En janvier 2003, il y avait des restes qui étaient censés être celle de Carney, mais cela a été réfuté par la suite. La découverte des restes de Carney augmenterait les chances que l'affaire puisse être présentée devant la justice du Honduras.